# Supercopa Polonesa de Voleibol Masculino de 1995
A Supercopa Polonesa de Voleibol Masculino de 1995, também conhecida como Supercopa PZPS de 1995, foi a 1.ª edição deste torneio organizado anualmente pela Federação Polonesa de Voleibol. Ocorreu nos dias 8 e 9 de abril, na cidade de Szczecin.
O AZS Częstochowa conquistou o título inaugural desta competição ao derrotar o Morze Bałtyk Szczecin. O BBTS Bielsko-Biała ficou com a medalha de bronze ao derrotar o Legia Warszawa pela disputa do terceiro lugar. O líbero polonês Krzysztof Wójcik foi eleito o melhor jogador do torneio.

## Regulamento
O torneio foi disputado nas fases semifinais, disputa pelo terceiro lugar e final.

## Equipes participantes
| Equipe                | Cidade        | Qualificação                             | Última participação |
| --------------------- | ------------- | ---------------------------------------- | ------------------- |
| AZS Częstochowa       | Częstochowa   | Campeão do Campeonato Polonês de 1994–95 | Estreante           |
| Morze Bałtyk Szczecin | Estetino      | –                                        | Estreante           |
| BBTS Bielsko-Biała    | Bielsko-Biała | –                                        | Estreante           |
| Legia Warszawa        | Varsóvia      | –                                        | Estreante           |

## Resultados
|  | Semifinais            | Semifinais |  |  | Final                 | Final          |  |  |
|  |                       |            |  |  |                       |                |  |  |
|  | AZS Częstochowa       | 3          |  |  |                       |                |  |  |
|  | BBTS Bielsko-Biała    | 1          |  |  |                       |                |  |  |
|  |                       |            |  |  | AZS Częstochowa       | 3              |  |  |
|  |                       |            |  |  | Morze Bałtyk Szczecin | 0              |  |  |
|  | Morze Bałtyk Szczecin | 3          |  |  |                       |                |  |  |
|  | Legia Warszawa        | 1          |  |  | Terceiro lugar        | Terceiro lugar |  |  |
|  |                       |            |  |  |                       |                |  |  |
|  |                       |            |  |  | BBTS Bielsko-Biała    | 3              |  |  |
|  |                       |            |  |  | Legia Warszawa        | 0              |  |  |

### Semifinais
| Data  | Hora |                       | Placar |                    | Set 1 | Set 2 | Set 3 | Set 4 | Set 5 | Total | Relatório |
| ----- | ---- | --------------------- | ------ | ------------------ | ----- | ----- | ----- | ----- | ----- | ----- | --------- |
| 8 abr |      | AZS Częstochowa       | 3–1    | BBTS Bielsko-Biała |       |       |       |       |       |       |           |
| 8 abr |      | Morze Bałtyk Szczecin | 3–1    | Legia Warszawa     |       |       |       |       |       |       |           |

### Terceiro lugar
| Data  | Hora |                    | Placar |                | Set 1 | Set 2 | Set 3 | Set 4 | Set 5 | Total | Relatório |
| ----- | ---- | ------------------ | ------ | -------------- | ----- | ----- | ----- | ----- | ----- | ----- | --------- |
| 9 abr |      | BBTS Bielsko-Biała | 3–0    | Legia Warszawa |       |       |       |       |       |       |           |

### Final
| Data  | Hora |                 | Placar |                       | Set 1 | Set 2 | Set 3 | Set 4 | Set 5 | Total | Relatório |
| ----- | ---- | --------------- | ------ | --------------------- | ----- | ----- | ----- | ----- | ----- | ----- | --------- |
| 9 abr |      | AZS Częstochowa | 3–0    | Morze Bałtyk Szczecin | 15–11 | 15–5  | 15–8  |       |       | 45–24 | Resultado |

## Premiação
| Supercopa Polonesa de 1995          |
| ----------------------------------- |
| AZS Częstochowa Campeão (1° título) |